# Ontario Liberal Party
Die Ontario Liberal Party (frz. Parti libéral de l'Ontario) ist eine liberale politische Partei in der kanadischen Provinz Ontario. Zwar ist sie ideologisch ähnlich ausgerichtet wie die Liberale Partei Kanadas, doch sind die beiden Parteien organisatorisch unabhängig. Seit den Wahlen im Februar 2025 stellen die Liberalen nur noch 14 von 124 Abgeordneten in der Legislativversammlung von Ontario, weshalb der Official party status aberkannt wurde.

## Geschichte
Die Liberal Party of Ontario hat ihren Ursprung in der Reform Party von Robert Baldwin und William Lyon Mackenzie, die sich in den 1830er und 1840er Jahren für die Selbstverwaltung einsetzte und sich gegen die konservative Klüngelherrschaft des Family Compact aussprach. Die modernen Liberalen entstanden 1857, als George Brown die Reformer und die radikalen Clear Grits aus Südostontario vereinte. Nach dem Beitritt Ontarios zur Kanadischen Konföderation im Jahr 1867 waren die Liberalen zunächst in der Opposition, errangen aber 1871 unter Edward Blake die Mehrheit. Im darauf folgenden Jahr wurde Oliver Mowat Premierminister, der dieses Amt bis 1896 ausübte, so lange wie niemand sonst.
Nach über 30 Jahren an der Macht wurden die Liberalen 1905 von den Konservativen bezwungen. Es begann ein langsamer Niedergang und wurden kurzzeitig von den United Farmers of Ontario sogar in die Rolle der lediglich drittstärksten Partei abgedrängt. In den 1920er Jahren war die Partei von Flügelkämpfen zerrissen. Viele reformorientierte Kräfte, welche die Bundespartei unter William Lyon Mackenzie King unterstützten, kehrten der Provinzpartei den Rücken, da sie als zu engstirnig und konservativ galt. Um 1930 waren die Liberalen eine kleine, ländliche und protestantisch geprägte Partei, die nur noch im Südwesten der Provinz Rückhalt hatte.
Nach einer Reihe schwacher Parteivorsitzender wurde Mitchell Hepburn an die Parteispitze gewählt. Es gelang ihm, eine Wahlkoalition mit den Liberal-Progressiven zu bilden sowie Reformer, urbane Wähler, Katholiken und Frankophone einzubinden. Hepburn führte die Liberalen 1934 zum Wahlsieg, wobei er von der Tatsache profitierte, dass die Konservativen mit den Folgen der Weltwirtschaftskrise zu kämpfen hatten. William Lyon Mackenzie King weigerte sich, zur Auflösung von Streiks der Arbeiter in der Automobilindustrie die Royal Canadian Mounted Police einzusetzen, was zu einem tiefen Zerwürfnis zwischen der Bundes- und der Provinzpartei führte. Hepburn wurde 1942 als Parteivorsitzender abgesetzt und 1943 mussten die Liberalen wieder in die Opposition.
Während der nächsten vier Jahrzehnte beherrschte die Progressive Conservative Party of Ontario die Provinzpolitik. Die Liberalen waren oft konservativer als die eigentlichen Konservativen und ihre Wählerbasis beschränkte sich wiederum auf den Südwesten. Im Großraum Toronto waren sie zeitweise überhaupt nicht mehr vertreten. Erst 1987 gelang es David Peterson, die Liberalen wieder zu einem Wahlsieg zu führen. Peterson hatte die Partei modernisiert und führte sie wieder mehr in die Mitte des politischen Spektrums, um urbane Wähler und Immigranten anzusprechen. Doch nur drei Jahre später erlitt er eine Wahlniederlage und zum ersten Mal überhaupt stellte die Ontario New Democratic Party (NDP) die Mehrheit. 1996 wurde Dalton McGuinty zum Parteivorsitzenden gewählt, der die Liberalen 2003 zum Wahlsieg führte. 2007 erzielte die Partei ein ähnlich gutes Ergebnis, 2011 verpasste sie knapp die absolute Sitzmehrheit und bildete bis 2018 eine Minderheitsregierung.
Bei den Wahlen im Juni 2018 erlitt die Party eine historische Niederlage mit nur 7 von 107 Sitzen, wodurch der Official party status aberkannt wurde. In der Folge trat Kathleen Wynne als Parteivorsitzende zurück, John Fraser wurde übergangsweise gewählt.

## Wahlergebnisse
Ergebnisse der Ontario Liberal Party bei den Wahlen zur Legislativversammlung:
| Wahl | Sitze total | Gew. Sitze | Anteil |
| ---- | ----------- | ---------- | ------ |
| 1867 | 82          | 41         | k. A.  |
| 1871 | 82          | 43         | k. A.  |
| 1875 | 88          | 50         | k. A.  |
| 1879 | 88          | 57         | k. A.  |
| 1883 | 88          | 48         | k. A.  |
| 1886 | 90          | 57         | k. A.  |
| 1890 | 91          | 55         | k. A.  |
| 1894 | 94          | 58         | k. A.  |
| 1898 | 94          | 51         | k. A.  |
| 1902 | 98          | 50         | k. A.  |
| 1905 | 98          | 28         | k. A.  |
| 1908 | 106         | 19         | k. A.  |
| 1911 | 106         | 22         | k. A.  |
| 1914 | 111         | 25         | 38,6 % |
| 1919 | 111         | 27         | 26,9 % |
| 1923 | 111         | 14         | 21,8 % |
| 1926 | 112         | 14         | 24,6 % |
| 1929 | 112         | 13         | 32,8 % |
| 1934 | 90          | 65         | 50,4 % |
| 1937 | 90          | 66         | 51,6 % |

| Jahr | Sitze total | Gew. Sitze | Stimmen   | Anteil  |
| ---- | ----------- | ---------- | --------- | ------- |
| 1943 | 90          | 15         | k. A.     | 31,2 %  |
| 1945 | 90          | 14         | k. A.     | 29,8 %  |
| 1948 | 90          | 14         | k. A.     | 29,8 %  |
| 1951 | 90          | 14         | k. A.     | 31,5 %  |
| 1955 | 98          | 11         | k. A.     | 33,3 %  |
| 1959 | 98          | 22         | k. A.     | 36,6 %  |
| 1963 | 108         | 24         | k. A.     | 35,3 %  |
| 1967 | 117         | 28         | k. A.     | 31,6 %  |
| 1971 | 117         | 20         | k. A.     | 27,8 %  |
| 1975 | 125         | 36         | k. A.     | 34,3 %  |
| 1977 | 125         | 34         | k. A.     | 31,5 %  |
| 1981 | 125         | 34         | k. A.     | 33,7 %  |
| 1985 | 125         | 48         | 1.377.965 | 37,9 %  |
| 1987 | 130         | 95         | 1.788.214 | 47,3 %  |
| 1990 | 130         | 36         | 1.302.134 | 32,4 %  |
| 1995 | 130         | 30         | 1.291.326 | 31,1 %  |
| 1999 | 103         | 35         | 1.751.472 | 39,9 %  |
| 2003 | 103         | 72         | 2.090.001 | 46,5 %  |
| 2007 | 107         | 71         | 1.867.192 | 42,2 %  |
| 2011 | 107         | 53         | 1.622.426 | 37,6 %  |
| 2014 | 107         | 58         | 1.863.974 | 38,65 % |
| 2018 | 124         | 7          | 1.124.381 | 19,59 % |
| 2022 | 124         | 8          | 1.116.961 | 23,85 % |
| 2025 | 124         | 14         | 1.504.688 | 29,95 % |

## Parteivorsitzende
| Name                   | Vorsitz             | Premier   |
| ---------------------- | ------------------- | --------- |
| George Brown           | 1857–1867           |           |
| Archibald McKellar     | 1867–1868           |           |
| Edward Blake           | 1868–1872           | 1871–1872 |
| Oliver Mowat           | 1872–1896           | 1872–1896 |
| Arthur Sturgis Hardy   | 1896–1899           | 1896–1899 |
| George William Ross    | 1899–1907           | 1899–1905 |
| George Perry Graham    | 1907                |           |
| Alexander Grant MacKay | 1907–1911           |           |
| Newton Rowell          | 1911–1917           |           |
| William Proudfoot      | 1917–1919           |           |
| Hartley Dewart         | 1919–1921           |           |
| Wellington Hay         | 1922–1923           |           |
| W.E.N. Sinclair        | 1923–1930           |           |
| Mitchell Hepburn       | 1930–1942           | 1934–1942 |
| Gordon Daniel Conant   | 1942–1943 (interim) | 1942–1943 |
| Harry Nixon            | 1943–1944 (interim) | 1943      |

| Name             | Vorsitz             | Premier   |
| ---------------- | ------------------- | --------- |
| Mitchell Hepburn | 1944–1945           |           |
| Farquhar Oliver  | 1945–1950           |           |
| Walter Thomson   | 1950–1954           |           |
| Farquhar Oliver  | 1954–1958           |           |
| John Wintermeyer | 1958–1964           |           |
| Andy Thompson    | 1964–1966           |           |
| Robert Nixon     | 1966–1976           |           |
| Stuart Smith     | 1976–1982           |           |
| David Peterson   | 1982–1990           | 1985–1990 |
| Robert Nixon     | 1990–1991           |           |
| Murray Elston    | 1991                |           |
| James J. Bradley | 1991–1992           |           |
| Lyn McLeod       | 1992–1996           |           |
| Dalton McGuinty  | 1996–2013           | 2003–2013 |
| Kathleen Wynne   | 2013–2018           | 2013–2018 |
| John Fraser      | 2018–2020 (interim) |           |
| Steven Del Duca  | 2020–2022           |           |
| John Fraser      | 2022–2023 (interim) |           |
| Bonnie Crombie   | seit 2023           |           |